# Franco Cristaldi e il suo cinema Paradiso
Franco Cristaldi e il suo cinema Paradiso è un documentario del 2009 diretto da Massimo Spano e uscito in Italia il 16 ottobre 2009.

## Trama
Il documentario presenta l'attività del celebre produttore cinematografico Franco Cristaldi, deceduto sette anni prima. Molte personalità del cinema partecipano al film:
- Marco Bellocchio
- Suso Cecchi D'Amico
- Sean Connery
- Giuliano Gemma
- Francesco Maselli
- Mario Monicelli
- Giuliano Montaldo
- Ennio Morricone
- Franco Nero
- Maurizio Nichetti
- Gillo Pontecorvo
- Francesco Rosi
- Giuseppe Tornatore